# Arrels
Arrels es un grupo de danzas populares de la  Comunidad Valenciana creado en Alicante en el año 1987 bajo el amparo de la AAVV Tómbola, con el fin de conservar las danzas tradicionales de la Comunidad Valenciana, así como de recuperar aquellas que se habrían perdido de no ser por su actividad.
El grupo mantiene los trajes tradicionales de la Comunidad Valenciana de los siglos XVIII y XIX. 
La mayoría de los bailes fueron creados por la cultura popular. Las gentes de la Comunidad Valenciana, principalmente labradores, utilizaban sus bailes para expresar sus emociones en determinadas situaciones: festejos, entierros, épocas de labranza... etc. Así pues existen diferentes bailes para cada ocasión, siendo también diferentes según la localidad de procedencia del baile. En muchas de estas canciones de trabajo se observa un fondo de reivindicación social más o menos evidente, reflejo de la injusticia que oprimía al labrador.
El grupo Arrels realiza una labor de recopilación de los mismos así como difusión de entre la población. Actualmente el grupo da sus clases, a personas de todas las edades, en la sede de la Asociación de Vecinos del Barrio Tómbola de Alicante.